# Cour suprême (Autriche)
Ne doit pas être confondu avec Cour constitutionnelle (Autriche).
Pour les articles homonymes, voir Cour suprême.
La Cour suprême (en allemand : Oberster Gerichtshof, OGH) est le plus haut tribunal en matière d'affaires civiles et pénales de l'Autriche. Il siège au Palais de Justice à Vienne. C'est l'une des trois juridictions suprêmes du pays, avec la Cour constitutionnelle et la Cour administrative.

## Historie

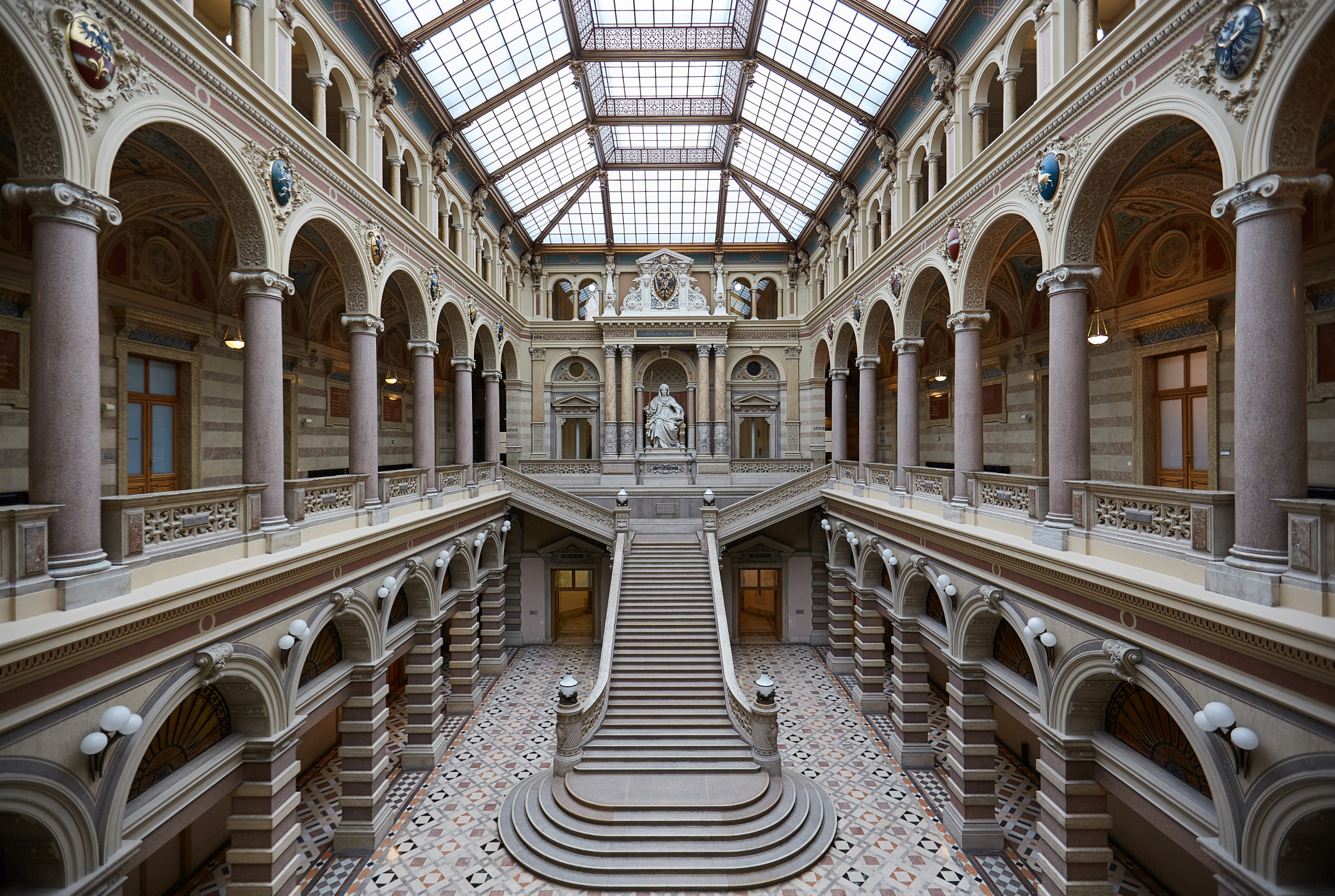
Hall d'entrée.

La Cour suprême fut fondée au cours de la révolution autrichienne de 1848 en remplacement du « Bureau suprême de la magistrature » (Oberste Justizstelle), un organisme institué en 1749 par l'impériatrice Marie-Thérèse, qui jouait à la fois le rôle d'une juridiction et édictait des lois judiciaires, à l'instar du Code civil autrichien (ABGB) de 1812. 
Le nouveau tribunal a été institué par arrêté du 21 août 1848 dépendant du ministère de la Justice. En 1881, il déménage dans ses nouveaux locaux au Palais de Justice.

## Fonctionnement
La Cour suprême est l’organe juridictionnel autrichien placé au sommet de l’ordre judiciaire et jugeant en dernière instance en matière civile, où elle entend en troisième instance le recours en cassation des jugements des cours d'appel, et en matière pénale, où elle entend l'appel des jugements des tribunaux provinciaux (Landesgerichte). Elle est organisée en onze chambres civiles et cinq chambres pénales. 
Le président de la Cour suprême depuis 2024 est le juge Georg Kodek.